# 3623 Chaplin

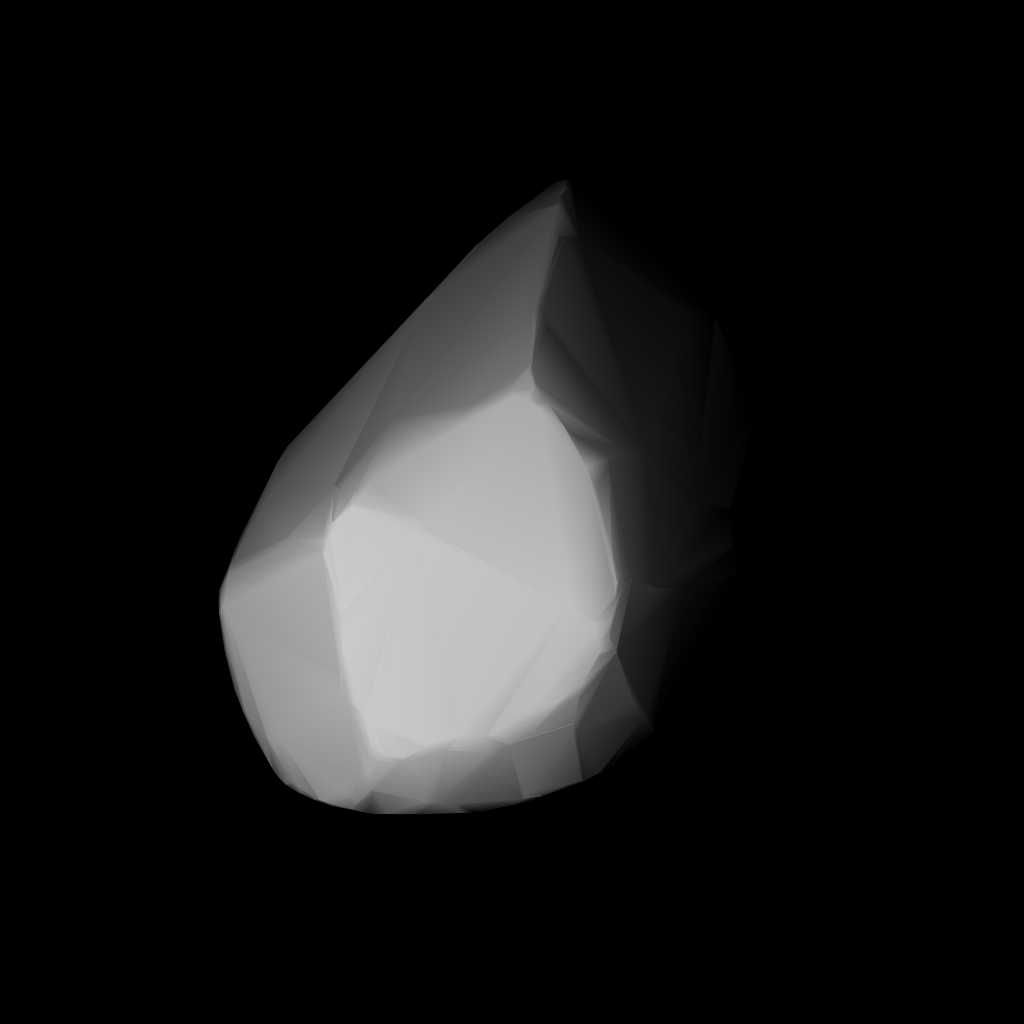
Modello in 3D di 3623 Chaplin

3623 Chaplin è un asteroide della fascia principale. Scoperto nel 1981, presenta un'orbita caratterizzata da un semiasse maggiore pari a 2,8513135 UA e da un'eccentricità di 0,0875732, inclinata di 3,07211° rispetto all'eclittica.
L'asteroide è dedicato al celebre attore e regista britannico Charlie Chaplin.